# 環形線站 (柳布利諾-德米特羅夫線)
環形線站（羅馬化：Okruzhnaya）是莫斯科地鐵柳布林諾－德米特羅夫線的一個車站，開通於2018年3月22日。